# Geografia Węgier

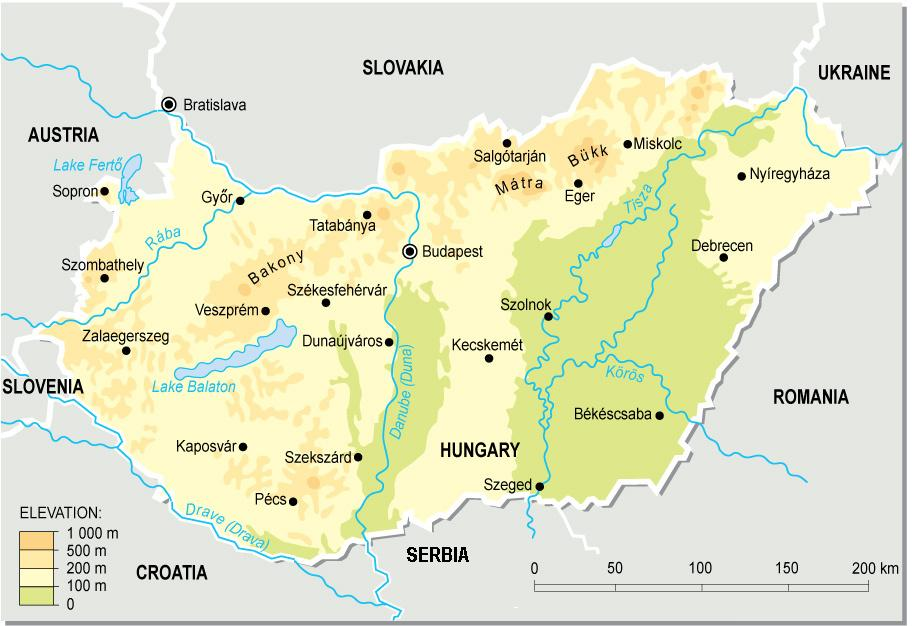
Topografia Węgier

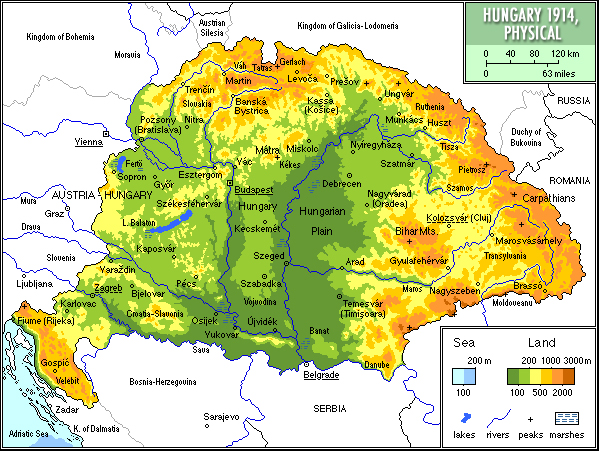
Mapa fizyczna Węgier w 1914 roku

Węgry są krajem leżącym w Europie Środkowej, niemającym dostępu do morza. Państwo to charakteryzuje się nizinnym krajobrazem i ciepłym, umiarkowanym klimatem. Przez Węgry przepływa druga co do długości rzeka Europy – Dunaj. Kraj jest słabo zalesiony. Przyroda silnie przekształcona przez człowieka. Są nieomal w całości położone w nizinnej i równinnej Kotlinie Panońskiej. Wyjątkami są Średniogórze Północnowęgierskie – należące do Karpat pasmo średnich gór (Börzsöny, Gödöllő, Czerhat, Mátra z najwyższym szczytem Węgier Kékes, Góry Bukowe, Góry Tokajsko-Slańskie) na północnym wschodzie kraju oraz Alpy Węgierskie (Góry Soprońskie i Kőszeg) na granicy zachodniej. Największe rzeki Węgier to Dunaj, Cisa i Drawa. Na Węgrzech leży największe jezioro Europy Środkowej – Balaton. W mieście Hévíz znajduje się największe na świecie jezioro termiczne – Hévíz.

## Powierzchnia i granice
Powierzchnia – 93 032 km² co odpowiada około ⅓ powierzchni Polski.
Skrajne punkty: północny 48°35′N, południowy 45°45′N, zachodni 16°06′E, wschodni 22°54′E. Rozciągłość południkowa wynosi 320 km, a równoleżnikowa 510 km.
Węgry graniczą z następującymi państwami:

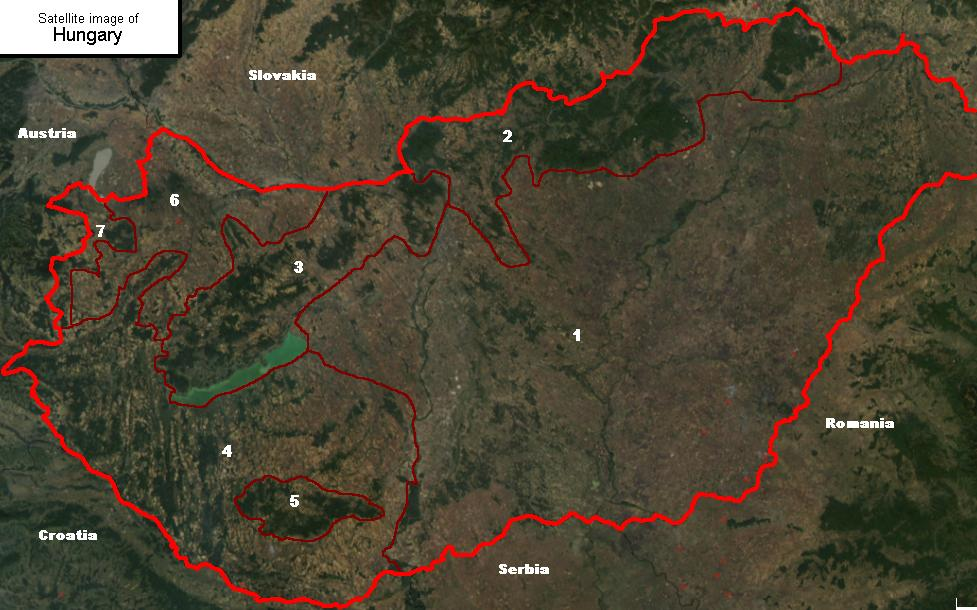
Zdjęcie satelitarne Węgier

- Austria – 366 km
- Chorwacja – 329 km
- Serbia – 151 km
- Słowenia – 102 km
- Ukraina – 103 km
- Rumunia – 443 km
- Słowacja – 677 km

## Budowa geologiczna
Węgry zajmują środkową część Kotliny Panońskiej oraz niewielkie fragmenty Karpat, i przedgórza Alp Wschodnich. Kotlina Panońska jest rozległym tektonicznym zapadliskiem otoczonym przez Alpy, Karpaty i Góry Dynarskie. Ten nizinny obszar powstał w orogenezie alpejskiej na miejscu dawnego hercyńskiego masywu krystalicznego. Nizina Panońska jest wypełniona osadami morskimi i jeziornymi. W obrębie tej niziny znajdują się paleozoiczne masywy krystaliczne i zręby skał mezozoicznych. Na wschód od Dunaju rozciąga się, na obszarze o powierzchni 50 tys. km², płaska Wielka Nizina Węgierska (Alföld), pokryta grubą, miejscami do 30 m, warstwą lessów oraz osadów piaszczystych, zwłaszcza w międzyrzeczu Cisy i Dunaju. W północno-zachodniej części kraju jest położona Mała Nizina Węgierska (Kisalföld), zasłana aluwiami Dunaju i Raby.
Niewysokie pasma górskie ciągną się wzdłuż zachodniej i północnej granicy; na zachodzie, na granicy z Austrią są to odgałęzienia Alp Wschodnich: Góry Soprońskie i Kőszeg zbudowane głównie z paleozoicznych gnejsów i łupków krystalicznych. Na północy, w pobliżu granicy ze Słowacją wznoszą się wulkaniczne i wapienne pasma górskie Karpat, zwane Średniogórzem Północnowęgierskim: Bőrzsöny, Mátra, oraz Góry Bukowe i Góry Zemplińskie. Między Małą a Wielką Niziną Węgierską są położone: Średniogórze Zadunajskie i Kraj Zadunajski (Dunántúl). Średniogórze Zadunajskie tworzą silnie zdyslokowane, zrębowe masywy (zbudowane z wapieni, dolomitów i skał wulkanicznych) Lasu Bakońskiego. Na południe od Średniogórza Zadunajskiego znajduje się rozległy rów tektoniczny z jeziorem Balaton oraz pagórkowaty, pokryty lessem Kraj Zadunajski. W jego południowej części znajdują się niewysokie góry Mecsek.

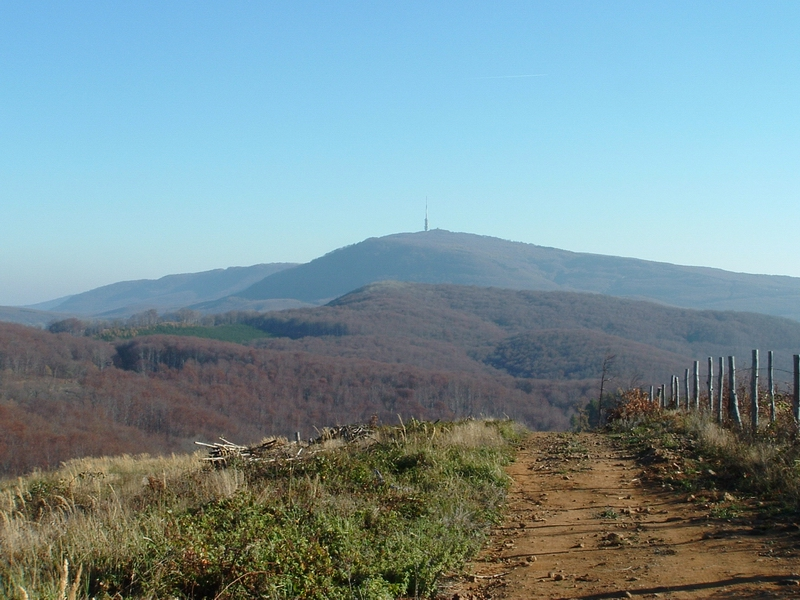
Najwyższy szczyt Węgier – Kékes

## Rzeźba
Węgry są krajem nizinnym. Około 80% powierzchni kraju stanowią obszary leżące poniżej 200 m n.p.m. Regiony leżące między 200 a 400 m n.p.m. stanowią 15% powierzchni kraju, zaś regiony powyżej 400 m n.p.m. jedynie 2% powierzchni. Najwyższym wzniesieniem jest Kékes o wysokości 1014 m n.p.m. leżący w górach Mátra na północy kraju w regionie Karpat. Najniższy punkt kraju leżący na wysokości 79 m n.p.m. znajduje się w dolinie rzeki Cisy na granicy z Serbią a dokładnie w Gyálarét (część Segedynu). Charakterystycznymi cechami krajobrazu obszarów nizinnych są jary i wąwozy lessowe, szerokich dolin rzecznych – wydmy, a wapiennych masywów średniogórzy – formy krasowe w których znajduje się kilkaset jaskiń. Obszary górskie zajmujące niewielki obszar Węgier są górotworem średnich i niskich wysokości. Karpacka część to obszary leżące 700 do 1000 m n.p.m. zaś część alpejska jest nieco niższa. Zachodnie krańce, będące odgałęzieniami Alp to w zasadzie ich przedgórza o średniej wysokości 700–800 m n.p.m. Cały ten obszar nazywany jest Alpami Węgierskimi, który bardzo szybko przechodzi w obszar nizin.

### Najwyższe szczyty
| #   | Nazwa         | Wysokość      | Pasmo górskie    |
| --- | ------------- | ------------- | ---------------- |
| 1.  | Kékes         | 1014 m n.p.m. | Mátra            |
| 2.  | Galyatető     | 964 m n.p.m.  | Mátra            |
| 3.  | Istállós-kő   | 959 m n.p.m.  | Góry Bukowe      |
| 4.  | Bálvány       | 956 m n.p.m.  | Góry Bukowe      |
| 5.  | Tar-kő        | 950 m n.p.m.  | Góry Bukowe      |
| 6.  | Csóványos     | 938 m n.p.m.  | Börzsöny         |
| 7.  | Nagy-Milic    | 894 m n.p.m.  | Góry Zemplińskie |
| 8.  | Írott-kő      | 882 m n.p.m.  | Wzgórza Kőszeg   |
| 9.  | Nagyhideghegy | 864 m n.p.m.  | Börzsöny         |
| 10. | Tót-hegyes    | 814 m n.p.m.  | Mátra            |

## Klimat

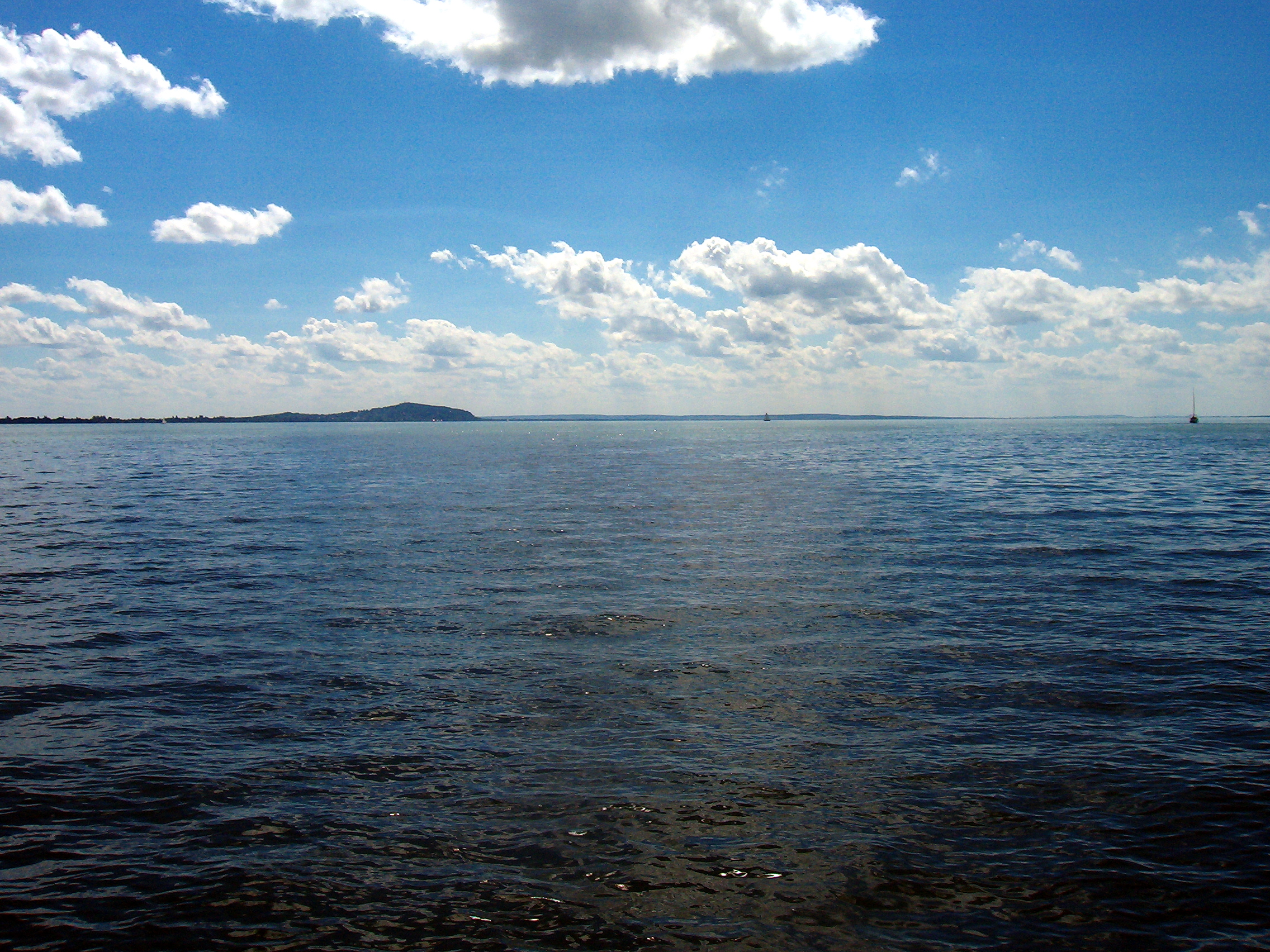
Jezioro Balaton

Węgry leżą w strefie klimatu umiarkowanego ciepłego. Na większości obszaru Węgier klimat ma cechy kontynentalne, na zachodzie zaznacza się wpływ mas powietrza oceanicznego, a na południowym zachodzie masy powietrza śródziemnomorskiego. Generalnie Węgry są krajem ciepłym, gdzie klimat umiarkowany cechuje się dość wysokimi wartościami termicznymi, jednak zimy choć krótkie, nie są zbyt łagodne.
Temperatury zimowe wynoszą od −1 °C do −3, −4 °C na wschodzie, najzimniejszym miesiącem jest styczeń. Na wschodzie notuje się wyższe amplitudy termiczne przez co w nocy występują duże spadki temperatur. Lata są długie i ciepłe, wręcz upalne. Średnia dobowa wynosi w lipcu od 20 °C na zachodzie do 25 °C na południu. W górach ze względu na niewielkie wysokości wartości termiczne o osiągają 17–18 °C.
Średnia roczna suma opadów wynosi od 800–900 mm w górach na zachodzie do 500–600 mm na nizinach. W środkowej części Wielkiej Niziny Węgierskiej opady są niskie i wynoszą poniżej 500 mm. Aura cechuje się przewagą opadów letnich, a na nizinach występują częste i długotrwałe susze. Węgry są nawiedzane przez opady śniegu, ale pokrywa śnieżna utrzymuje się długo tylko w najwyższych częściach Pogórza Północnego.

## Wody
Terytorium Węgier należy do zlewiska Morza Czarnego i w całości jest położone w dorzeczu środkowego Dunaju. Dunaj będący główną rzeką kraju (długość w granicach Węgier 420 km) stanowi częściowo granicę ze Słowacją, a następnie skręca na południe i tworzy głęboki przełom, oddzielający Średniogórze Zadunajskie od Średniogórza Północnowęgierskiego. Przez środkową część kraju Dunaj płynie z północy na południe, w dolinie o szerokości 30–40 km. Inne większe rzeki Węgier to: Cisa – płynie równolegle do Dunaju przez Wielką Nizinę Węgierską, Raba (dopływ Dunaju) oraz Keresz i Marusza (dopływy Cisy). Rzeki (głównie Dunaj i Cisa) w znacznym stopniu są wykorzystywane do nawadniania. W dorzeczu Cisy występują kanały nawadniające do których należą: Główny Kanał Wschodni i Główny Kanał Zachodni.
Węgry mają niewiele jezior. Największe jezioro kraju – Balaton ma powierzchnię 596 km² i jest wyjątkowo płytkie, maksymalne głębokość to 11 m. Inne jeziora to: Velence, Fehér oraz Jezioro Nezyderskie, które jest akwenem granicznym z Austrią. Na obszarze Wielkiej Niziny Węgierskiej występują liczne małe jeziora słone, jednym z większych jest Fehér-tó o powierzchni 14 km². Dużym bogactwem naturalnym Węgier są wody artezyjskie oraz źródła mineralne (ponad 500 znanych), głównie są to cieplice, najliczniej występujące nad Balatonem, w Średniogórzu Zadunajskim, Budapeszcie i Średniogórzu Północnowęgierskim.

### Największe rzeki i jeziora
| Rzeki              | Rzeki               |
| ------------------ | ------------------- |
| Nazwa              | Długość na Węgrzech |
| Cisa               | 597 km              |
| Dunaj              | 417 km              |
| Raba               | 188 km              |
| Zagyva             | 179 km              |
| Hortobágy-Berettyó | 167 km              |
| Ipola              | 143 km              |
| Drawa              | 133 km              |
| Keresz             | 129 km              |
| Zala               | 126 km              |
| Sajó               | 125 km              |
| Hornad             | 93 km               |
| Bodrog             | 51 km               |
| Samosz             | 51 km               |
| Marusza            | 48 km               |
| Litawa             |                     |

| Jeziora                 | Jeziora                  |
| ----------------------- | ------------------------ |
| Nazwa                   | Powierzchnia na Węgrzech |
| Balaton                 | 592 km²                  |
| Cisa (jezioro sztuczne) | 127 km²                  |
| Jezioro Nezyderskie     | 75 km²                   |
| Velence                 | 26 km²                   |

## Gleby
Węgry są krajem posiadającym znaczny udział gleb zwanych czarnoziemami, a co za tym idzie są jednym z nielicznych państw posiadających znaczny udział żyznych gleb. Czarnoziemy zajmują 50% powierzchni kraju z czego 30% czarnoziemy stepowe. Gleby te pokrywają tereny nizinne Węgier. Duże powierzchnie w zachodniej i północnej części kraju pokrywają gleby brunatne i płowe, na osuszonych bagnach (głównie w dorzeczu Cisy) – gleby torfowe i murszowe. Między Dunajem a Cisą występują gleby piaszczyste, a dolinach rzek – aluwia. Ponadto doliny rzeczne pokrywają piaszczyste i ilaste mady. Obszary górskie są miejscami pokryte węglanowymi rędzinami, poza nimi ważne dla rolnictwa mają urodzajne gleby brunatne występują w niższych partiach gór. Nieliczne, ale ważne dla rolnictwa są andosole, czyli gleby wulkaniczne, także występujące na terenach górskich.

## Flora
Pierwotna roślinność Węgier została silnie przekształcona. Naturalną roślinność Węgier tworzyły lasostepy i dąbrowy występujące na nizinach oraz lasy bukowe w górach. W wyniku niszczenia lasostepów i lasów rozprzestrzeniły się stepy (zwane pusztą) z kostrzewą i ostnicą, użytkowane obecnie jako grunty orne i pastwiska. Przeważającą formacją leśną są lasy liściaste. W górach zachowały się fragmenty lasów bukowych, dębowych i dębowo-grabowych. W wyższych partiach gór rosną lasy mieszane, gdzie udział poza gatunkami liściastymi ma sosna. Lasy zajmują 21,5% powierzchni kraju. Na południu Średniogórza Dunántúl charakterystyczne są kasztany jadalne, oleandry i tamaryszki.

## Fauna
Węgry należą do Regionu Europejskiego i skład fauny niewiele różni się od tego jakim cechują się kraje zachodniej i środkowej części Europy. W lasach żyją dziki, jelenie i sarny, zaś z mniejszych ssaków liczne są zające i gryzonie, np. wiewiórki. Bogaty jest świat ptaków, wśród których występują gatunki rodzime i migrujące. Duża jest populacja ptaków wodnych i tych żyjących w sąsiedztwie wód, jak żurawie, czaple i kaczki. Rzeki i jeziora są bogate w różne gatunki ryb.
Na Węgrzech znajduje się 10 parków narodowych (łączna powierzchnia 483 tys. ha), spośród których najważniejsze to Hortobágy (utworzony 1973, powierzchnia około 82 tys. ha, w 1999 wpisany na Listę Światowego Dziedzictwa Kultury i Przyryrody UNESCO) i Kiskunsági (utworzony 1975, powierzchnia 56,8 tys. ha, pomiędzy Dunajem a Cisą), gdzie jest chroniona częściowo zachowana puszta z unikatową florą i fauną.